# John-Nhan Tran

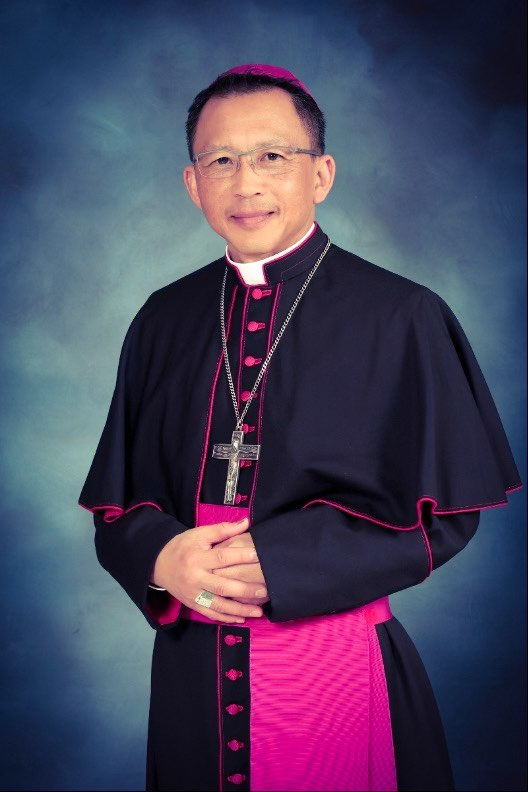
John-Nhan Tran (Januar 2023)

Bischofswappen von John-Nhàn Trần

John-Nhan Tran (vietnamesisch Gioan Trần Văn Nhàn; * 6. Februar 1966) ist ein vietnamesisch-US-amerikanischer römisch-katholischer Geistlicher und Weihbischof in Atlanta.

## Leben
John-Nhan Tran wurde in Vietnam geboren, von wo er mit seiner Familie in die Vereinigten Staaten floh, die sich in New Orleans niederließ. Nach dem Abschluss der Oberschule studierte er Philosophie und Theologie und erwarb 1989 den Bachelor am Saint Joseph Seminary College in Saint Benedict, Louisiana, und 1992 dem Master of Divinity am Notre Dame Seminary in New Orleans. Das Sakrament der Priesterweihe spendete ihm Erzbischof Francis Schulte am 30. Mai 1992 für das Erzbistum New Orleans.
Nach verschiedenen Aufgaben in der Pfarrseelsorge war er seit 2015 Pfarrer der Pfarrei Mary, Queen of Heaven in Mandeville.
Am 25. Oktober 2022 ernannte ihn Papst Franziskus zum Titularbischof von Tullia und zum Weihbischof in Atlanta. Die Bischofsweihe spendete ihm der Erzbischof von Atlanta, Gregory John Hartmayer OFMConv, am 23. Januar des folgenden Jahres in der Kathedrale Christ the King in Atlanta. Mitkonsekratoren waren der Erzbischof von New Orleans, Gregory Aymond, und dessen Vorgänger Alfred Clifton Hughes.